# Megapenthoides descarpentriesi
Megapenthoides descarpentriesi is een keversoort uit de familie kniptorren (Elateridae). De wetenschappelijke naam van de soort is voor het eerst geldig gepubliceerd in 1970 door Cobos.